# Монахове провалля
Мона́хове прова́лля — заповідне урочище місцевого значення в Україні. Об'єкт розташований на території Черкаського району Черкаської області, на південь від села Мельники. 
Площа 1,8 га. Статус надано згідно з рішенням облради від 03.07.2002 року № 2-8. Перебуває у віданні Степанецької сільської громади. 